# Locke und die Fußballstiefel
Locke und die Fußballstiefel ist ein Jugendbuch von Hasso Damm. Es erzählt die Geschichte vom sportlichen Werdegang eines fußballbegeisterten Jungen, der es vom sportlichen „Versager“ bis zum Spieler der  Fußball-Schülernationalmannschaft bringt.

## Inhalt
Der Roman spielt im Westdeutschland der Zeit kurz nach der Fußball-WM 1954. Wolfgang, genannt Locke, ist vom Fußball begeistert – allerdings hindern seine Ängste ihn daran, „groß“ herauszukommen. Von seiner Tante Cilli erhält Locke ein paar alte Fußballstiefel, von denen er glaubt, dass sie Wunderkräfte besäßen. Von da an ist seine Unsicherheit wie weggeblasen und sein fußballerisches Talent wird erkennbar. Allerdings treten im Gefolge mit der wachsenden Beliebtheit auch verstärkt Neid, Missgunst und negative Versuchungen an ihn heran. Nachdem Locke aber den Wert wahrer Freundschaft erkennt und er einige Schwierigkeiten und seinen Irrglauben an die "Wunderschuhe", sprich seine latente Unsicherheit überstanden hat, gelangt er schließlich sogar in die  Schülernationalmannschaft.

## Entstehung
Hasso Damm schrieb über einige Jahre sporadisch an Locke und die Fußballstiefel. Als Vorlage dienten ihm seine eigene Erzählungen, die er zur Unterhaltung der von ihm betreuten Jugendgruppen ersonnen hatte. Wegen der Beliebtheit seiner Erzählungen und zur Erinnerungshilfe schrieb er diese von Zeit zu Zeit auf. Irgendwann entstanden hieraus Locke und die Fußballstiefel, bzw. Treffpunkt: Mürrischer Löwe.
Die Erstausgabe von Locke und die Fußballstiefel erschien 1957 im Neuen Jugendschriften-Verlag Hannover. Die Illustrationen stammen von Franz Reins. Hasso Damm erhielt als „Honorar“ 350 D-Mark.

## Trivia
Franz Reins zeichnete den fiktiven Bundestrainer (im Text ohne Namensnennung nur als "Bundestrainer" bezeichnet) mit den markanten Gesichtszügen von Sepp Herberger. 
Hasso Damm benannte die Romanfigur der Tante Cilli nach seiner Ehefrau. 
Namhafte Fußballer, Trainer und Journalisten geben an, dass "Locke und Fußballstiefel" sie nachhaltig geprägt hat: Volker Finke las seinen Fußball-Profis bei einer Weihnachtsfeier daraus vor. 
2014 überreichte der Journalist und Autor Axel Hacke dem Autor Hasso Damm ein persönlich gewidmetes Exemplar seines Buchs  "Fußballgefühle", in dem er Damm und dessen Locke ein gefühlvolles Denkmal setzt.